# 平成教育学院☆放課後
平成教育学院☆放課後（へいせいきょういくがくいん・ほうかご）はBSフジで2008年7月5日から2010年9月18日まで隔週土曜18:00～18:55（JST）に放送されていたバラエティ番組。

## 概要
フジテレビ系列で放送している教育バラエティー番組『熱血!平成教育学院』の姉妹番組として2週に一編、新作として放送する。
『熱血!平成教育学院』のようなクイズ形式ではなく、「放課後」とタイトルが付けられている通り生徒（番組解答者）らが教室（スタジオ）を飛び出し、ロケ形式でトーク等を行ったり生徒の実際の母校を訪れるというコンセプト。

## 放送日時
- 毎週土曜 18:00～18:55（JST）（隔週に本放送・再放送と交互）
- 毎週日曜 12:00～12:55（JST）（再放送）

## スタッフ
- 構成：原 すすむ、恒川省三、川崎良、塚田ゆみ
- 音楽：大島ミチル
- ナレーター：Lobi.
- 音効：橅木正志（スカイウォーカー）
- ＴＫ：後藤有紀
- 編集：津口聡（ビームテレビセンター）
- ＭＡ：大江善保（ビームテレビセンター）
- ＣＧ：宮門裕、岡本彰
- 編成：中島寛朗（ＢＳフジ）
- 広報：渡辺裕予（ＢＳフジ）
- 企画協力：オフィス北野
- ディレクター：立川英弘、浦恵一、久保田集、安藤正俊、目黒康行
- 演出：花土昌紀（EAST）
- プロデューサー：角井英之（EAST）
- 制作：BSフジ、EAST ENTERTAINMENT（2010年9月から、2010年8月までがイーストと表記）